# مايك والش (لاعب كرة قدم)
مايك والش (بالإنجليزية: Mike Walsh)‏ هو لاعب كرة قدم أيرلندي، ولد في 20 يونيو 1956 في Blackley ‏ في المملكة المتحدة. شارك مع منتخب جمهورية أيرلندا لكرة القدم. أما مع النوادي، فقد لعب مع بولتون واندررز ومانشستر سيتي ونادي إيفرتون ونادي بلاكبول ونادي بوري ونادي بيرنلي ونورويتش سيتي.